# Naoki Ishihara
Pour les articles homonymes, voir Ishihara.
Naoki Ishihara (石原 直樹, Ishihara Naoki) est un footballeur japonais né le 14 août 1984. Il est attaquant.

## Palmarès
- Championnat du Japon : 2012